# Slocomb
Slocomb è un comune degli Stati Uniti d'America situato nella contea di Geneva dello Stato dell'Alabama.